# Józef Para
Józef Jan Para (ur. 1 lipca 1922 w Wojakowej, zm. 6 listopada 2020 w Legionowie) – polski aktor i reżyser teatralny.

## Życiorys
Urodził się w Wojakowej, wsi położonej w województwie małopolskim w rodzinie Józefa, miejscowego kierownika szkoły, jako piąte najmłodsze dziecko. W 1934 przeniósł się wraz z rodzicami do Krakowa.
Studia
Absolwent Państwowej Wyższej Szkoły Aktorskiej w Krakowie (1949). Jako student współpracował w latach 1947–1949 z Teatrem Słowackiego, Teatrem Starym i Teatrem Rapsodycznym. Członek Związku Artystów Scen Polskich.
Działalność artystyczna i naukowa
Dyrektor teatrów: Polskiego w Bielsku–Białej (1967–1973), Współczesnego we Wrocławiu (1973–1975), Śląskiego w Katowicach (1975–1977). Od 1982 do 2009 profesor nadzwyczajny w Państwowej Wyższej Szkole Filmowej i Teatralnej w Łodzi.
Ma w swoim dorobku aktorskim i reżyserskim na deskach teatrów, planach filmowych i w produkcjach telewizyjnych ponad 100 prac twórczych. Największą popularność przyniosła mu rola komisarza Przygody w filmach Vabank i Vabank II, czyli riposta.
Jest autorem książki wspomnieniowej Salony i kulisy, opublikowanej w 1998 nakładem Wydawnictwa Śląsk.
25 listopada 2020 po mszy pogrzebowej w kaplicy cmentarnej został pochowany w grobie rodzinnym na cmentarzu Rakowickim w Krakowie (kwatera PAS AC-płd-po prawej stronie Czernych).

## Filmy fabularne i seriale
- Żołnierz zwycięstwa (1953) jako żołnierz hiszpański
- Człowiek na torze (1956) jako kolejarz
- Dwaj panowie N (1961) jako major WSW w samolocie
- Nafta (1961) jako Bronek
- Gangsterzy i filantropi (1962) jako zastępca kierownika lokalu „Elitarna”[5]
- Skąpani w ogniu (1963) jako major UB
- Ranny w lesie (1963) jako „Rzeczny”
- Gdzie jest generał... (1963) jako porucznik Michniewicz
- Podziemny front (1965; serial TV) jako Mereck, inżynier w fabryce samolotów (odc. 4)
- Agent nr 1 (1971) jako dr Fortis
- Trędowata (1976) jako hrabia Ćwilecki
- Do krwi ostatniej... (1978) jako ambasador Archibald Clark Kerr
- Rodzina Połanieckich (1978) jako lekarz (odc. 3.)
- Biały mazur (1979) jako sędzia na procesie proletariatczyków
- Do krwi ostatniej (1979; serial TV) jako ambasador Archibald Clark Kerr (odc. 4)
- Sekret Enigmy (1979) jako płk. Józef Smoleński, szef II Oddziału Sztabu Generalnego
- Tajemnica Enigmy (1979; serial TV) jako płk. Józef Smoleński[6]
- Kariera Nikodema Dyzmy (1979; serial TV) jako mężczyzna na przyjęciu[7]
- Królowa Bona (1980; serial TV) jako biskup Wawrzyniec Międzyleski (odc. 2., 3., 4. i 5.)
- Wyrok śmierci (1980) mjr Ostoja
- Zamach stanu (1980) jako książę Radziwiłł goszczący Piłsudskiego w Nieświeżu
- Polonia Restituta (1980) jako Leon Wasilewski
- Najdłuższa wojna nowoczesnej Europy (1981; serial TV) jako Hans Königsmarck[8]
- Vabank (1981) jako komisarz Przygoda
- Marynia (1983) jako lekarz
- Vabank II, czyli riposta (1984) jako komisarz Przygoda
- Alchemik (1988) jako Honauer
- Alchemik Sendivius (1988; serial TV) jako Honauer
- Prostytutki (1998) jako klient w aptece
- Nic (1998) jako ksiądz

## Spektakle telewizyjne
- Sekret Enigmy – reż. Roman Wionczek
- Śmierć Adama Zawiszy – reż. Roman Wionczek
- Staszic – reż. Lucyna Smolińska
- Wielki człowiek – reż. Andrzej Chrzanowski

## Role teatralne

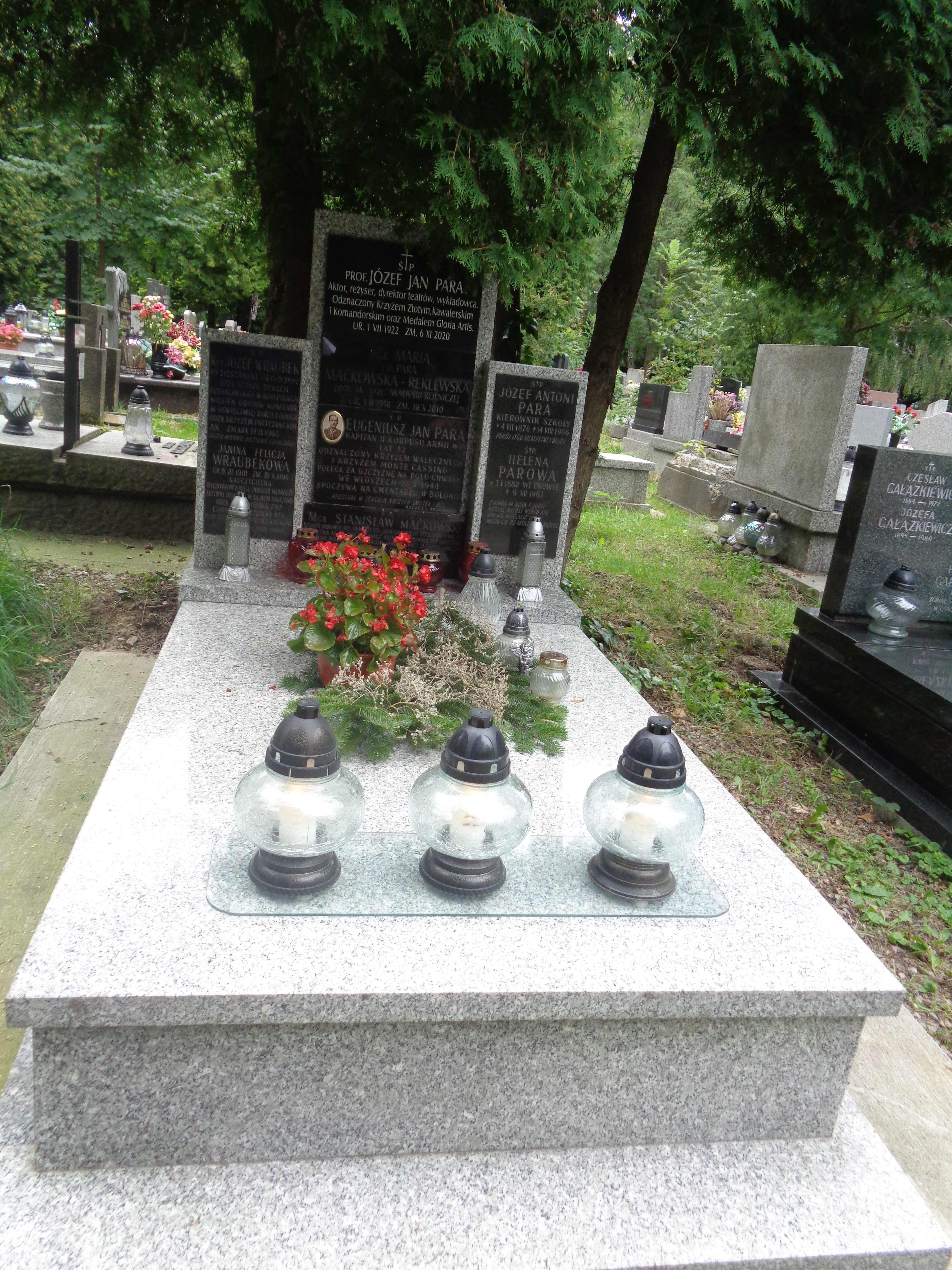
Grób Józefa Pary na cmentarzu Rakowickim w Krakowie

- Zbigniew w Mazepie Juliusza Słowackiego w reżyserii Romana Zawistowskiego, Katowice.
- Jan Kochanowski – Droga do Czarnolasu, Aleksander Maliszewski, reż. Gustaw Holoubek, Katowice.
- Helmer – Dom lalki (Nora) – Henrik Ibsen, reż. G. Holoubek, Katowice.
- Hajdaj – Zagłada Eskadry – Ołeksandr Kornijczuk, reż. Roman Zawistowski, Katowice.
- Sobolewski – Dziady – Adam Mickiewicz, reż. Aleksander Bardini, Warszawa.
- Dr Ranck – Dom lalki – H. Ibsen, reż. Maria Wiercińska, Warszawa.
- Stefan – Maski Marii Dominiki – Jerzy Zawieyski, reż. Roman Zawistowski, Warszawa.
- Pedro Manares – Ludzie z martwej winnicy – Roman Brandstaetter, reż. Henryk Szletyński, Warszawa.
- Bohater – Kartoteka – Tadeusz Różewicz, reż. Wanda Laskowska, Warszawa.
- Buckingham – Ryszard III – William Szekspir, reż. Jacek Woszczerowicz, Warszawa.
- Król – Hamlet, W. Szekspir, reż. G. Holoubek, Warszawa.
- Beckman – Frank V – Friedrich Dürrenmatt, reż. Konrad Swinarski, Warszawa.
- „Sułkowski” – rola Sułkowskiego w sztuce Stefana Żeromskiego, reż. Józef Para, Katowice.
- Horsztyński – Horsztyński – Juliusz Słowacki, reż. Józef Para, Katowice.
- Posejdon – Trojanki – Eurypides, reż. Józef Para, Katowice.
- Gromski – Porwanie Sabinek – F. Schonthan, reż. Mieczysław Daszewski, Bielsko-Biała.
- Pan Wokulski – Pan Wokulski na podstawie Lalki Bolesława Prusa, reż. Adam Hanuszkiewicz, Bielsko-Biała.
- Bolesław Śmiały – Bolesław Śmiały Stanisław Wyspiański, reż. Józef Para, Bielsko-Biała.
- Doktor Judym – Doktor Judym na podstawie Ludzi bezdomnych Stefana Żeromskiego, reż. Józef Para, Bielsko-Biała.
- Łatka – Dożywocie – Aleksander Fredro, reż. J. Para, Bielsko-Biała.
- Dariusz – Persowie, Ajschylos, reż. J. Para, Bielsko-Biała (prapremiera w Polsce).
- Bassanio – Kupiec wenecki – W. Szekspir, reż. Józef Para, Bielsko-Biała.
- Leone – Bank Glembay Ltd – Miroslav Krleža, reż. Józef Para, Katowice.
- Agamemnon – Oresteja – Ajschylos, reż. Józef Para, Wrocław.
- Kreon – Medea – Eurypides, reż. Jerzy Markuszewski, Warszawa.
- Fizdejko – Janulka, córka Fizdejki – Stanisław Ignacy Witkiewicz, reż. Józef Para, Wrocław (prapremiera).
- Pierczichin – Mieszczanie – Maksim Gorki, reż. Józef Para, Wrocław.
- Gzymsik – Romans z wodewilu – W. Krzemiński, reż. J. Para, Katowice.
- Johny – Dzień dobry i do widzenia – Athol Fugard, reż. Józef Para, Katowice.
- AA – Emigranci – Sławomir Mrożek, reż. Józef Para.
- Konrad – Wyzwolenie – Stanisław Wyspiański, reż. Józef Para, Katowice.
- Lelewel – Tryptyk Listopadowy według Stanisława Wyspiańskiego, reż. Janusz Warmiński, Warszawa.
- Tipoff – Lekarz bezdomny – Antoni Słonimski, reż. Józef Para, Warszawa.

## Reżyser
Teatr Śląski w Katowicach (1965–1967)
- Sułkowski – Stefan Żeromski
- Trojanki – Eurypides
- Horsztyński – Juliusz Słowacki

Teatr Polski w Bielsku-Białej (1967–1973)
- Konstanty Simonow: Chłopiec z naszego miasta.
- John Priestley: Pan Inspektor przyszedł.
- Juliusz Słowacki: Fantazy.
- Stanisław Wyspiański: Bolesław Śmiały.
- Henryk Ibsen: Dom Lalki./ Nora/.
- Jerzy Putrament: Wrzesień.
- Tadeusz Rittner: Głupi Jakub.
- Artur Miller: Cena.
- Maksym Gorki: Mieszczanie.
- William Szekspir: Kupiec Wenecki.
- Z. Skowroński: Maturzyści.
- Stefan Żeromski: Dr. Judym. Spektakl na motywach Ludzi bezdomnych[9]
- Tadeusz Różewicz: Kartoteka.
- Antoni Czechow: Wujaszek Wania.
- Aleksander Fredro: Dożywocie.
- M. Mithois: Madame Coco.
- Ajschylos: Persowie / prapremiera na deskach teatru zawodowego w Polsce /.
- R.N. Nash: Zaklinacz deszczu.
- A. Makarewicz: Twarzą w twarz.
- Bolesław Prus: Pan Wokulski. Spektakl na motywach powieści Lalka – B. Prus.

Teatr Współczesny we Wrocławiu (1973–1975)
- Ajschylos: Oresteja.
- Bolesław Prus: Pan Wokulski – na podstawie Lalki
- Stanisław Ignacy Witkiewicz: Janulka, córka Fizdejki / prapremiera /.
- Roman Brandstaetter: Król i Aktor
- Maksym Gorki: Mieszczanie.

Teatr Śląski w Katowicach (1975–1977)
- Zdzisław Skowroński: Maturzyści.
- Władysław Krzemiński: Romans z wodewilu.
- Athol Fugard: Dzień dobry i do widzenia.
- Stanisław Mrożek: Emigranci.
- Stanisław Wyspiański: Wyzwolenie.
- Franz Schonthan: Porwanie Sabinek – Teatr w Zabrzu.

Różne teatry w Warszawie (1979–1989)
- Miklos Hubay: Karnawał rzymski – Teatr Polski
- Antoni Słonimski: Lekarz bezdomny – Teatr Dramatyczny
- W. Williams: Przeprowadzka – Teatr Ateneum.

Ośrodek Telewizyjny w Katowicach (1965–1977)
- Zdzisław Skowroński: As Pik
- C. Migholas: Na hiszpańskiej ziemi.
- Włodzimierz Perzyński: Szczęście Frania.
- Tadeusz Stolarczyk: Znajomi z Perpignan.
- Marek Domański: Komedia z awansem.

## Ordery i odznaczenia
- Krzyż Komandorski Orderu Odrodzenia Polski (3 maja 1998)[1]
- Krzyż Kawalerski Orderu Odrodzenia Polski (1977)
- Złoty Krzyż Zasługi (1972)
- Medal 10-lecia Polski Ludowej (28 lutego 1955)[10]
- Złoty Medal „Zasłużony Kulturze Gloria Artis” (28 sierpnia 2007)[11]
- Odznaka „Zasłużony Działacz Kultury” (1977)
- Złota Odznaka „Zasłużonemu w Rozwoju Województwa Katowickiego” (1975)[12]

## Nagrody i wyróżnienia
- Nagroda Państwowa III stopnia za kreacje aktorskie (1954)
- Nagroda Ministra Kultury i Sztuki za całokształt pracy artystycznej (1972)
- Nagroda Województwa Katowickiego (1973)
- Nagroda Województwa Bielsko-Biała (1975)
- Złota Maska Województwa Katowickiego (1976)
- Srebrna Maska Województwa Katowickiego (1977)